# 牧笛
《牧笛》是一首竹笛曲，為新派笛子的代表曲子之一，原旋律為作曲家劉熾為雙人舞蹈《牧笛》所寫的伴奏樂曲，由新派笛子演奏家劉森在1958年加以改編為笛曲。

此曲描寫田園風光以及牧童放牧時吹笛的愉快心情，樂曲中體現了劉森為首的新派笛子中重視旋律、歌唱感的特色，運用了大量滑音及顫音的技巧來展現如歌般的旋律。樂曲的結構為引子、小快板、慢板，以及小快板主題的再現。另外，此曲使用了北派傳統技巧，加上長笛的氣震技巧，形成了一種新風格。此曲經常使用裝飾性滑音，如
及誇張的重音及輕音，如
等。